# Microcotyloides incisa
Microcotyloides incisa är en plattmaskart. Microcotyloides incisa ingår i släktet Microcotyloides och familjen Microcotylidae. Inga underarter finns listade i Catalogue of Life.